# Arron Oberholser
Arron Matthew Oberholser (* 2. Februar 1975 in San Luis Obispo, Kalifornien) ist ein US-amerikanischer Profigolfer der PGA TOUR. Er ist einer von wenigen Professionals, die ohne Handschuh spielen.
Nach dem Besuch der San Jose State University wurde er im Jahre 1998 Berufsgolfer und spielte bis 2000 auf der regionalen Canadian Tour, wo Oberholser zuletzt als Zweiter der Rangliste abschloss. 2001 stieg er in die zweite Leistungsebene, die Nationwide Tour, auf. Er konnte dort wegen einer Handgelenksverletzung in seiner ersten Saison nur an drei Turnieren teilnehmen. In der nächsten Spielzeit qualifizierte Oberholser sich als Zweiter der Geldrangliste für die große PGA TOUR, die er seit 2003 regelmäßig bespielt. Der erste Titelgewinn gelang ihm 2006 beim bedeutenden AT&T Pebble Beach National Pro-Am.

## Turniersiege
- 1999 Ontario Open, Eagle Creek Classic (beide Canadian Tour)
- 2002 Samsung Canadian PGA Championship, Utah Classic (beide Nationwide Tour)
- 2004 Shinhan Korea Golf Championship (PGA Tour "Challenge Season")
- 2006 AT&T Pebble Beach National Pro-Am (PGA Tour)